# Liste der Biografien/Hanz
Liste der Biografien |
Portal Biografien |
Personensuche
# |
A |
B |
C |
D |
E |
F |
G |
H |
I |
J |
K |
L |
M |
N |
O |
P |
Q |
R |
S |
T |
U |
V |
W |
X |
Y |
Z |
?
 
Ha |
Hd |
He |
Hi |
Hj |
Hk |
Hl |
Hm |
Hn |
Ho |
Hr |
Hs |
Ht |
Hu |
Hv |
Hw |
Hy
 
Haa |
Hab |
Hac |
Had |
Hae–Haf |
Hag |
Hah |
Hai |
Haj |
Hak |
Hal |
Ham |
Han |
Hao |
Hap |
Haq |
Har |
Has |
Hat |
Hau |
Hav |
Haw |
Hax |
Hay |
Haz
 
Hana |
Hanb |
Hanc |
Hand |
Hane |
Hanf |
Hang |
Hanh |
Hani |
Hanj |
Hank |
Hanl |
Hanm |
Hann |
Hano |
Hanp |
Hanq |
Hanr |
Hans |
Hant |
Hanu |
Hanv |
Hanw |
Hanx |
Hany |
Hanz
Die Liste der Biografien führt alle Personen auf, die in der deutschsprachigen Wikipedia einen Artikel haben. Dieses ist eine Teilliste mit 19 Einträgen von Personen, deren Namen mit den Buchstaben „Hanz“ beginnt.

## Hanz
- Hanz (* 1984), deutscher Moderator, Slam-Poet und Autor
- Hanz, August (1925–2008), deutscher Politiker (CDU), MdL, MdB
- Hanz, Martin (* 1955), deutscher Diplomat

### Hanza
- Hanzal, Martin (* 1987), tschechischer Eishockeyspieler
- Hanzálek, Jakob (* 2003), deutscher Basketballspieler
- Hanzawa, Chikara (* 2001), japanischer Eishockeyspieler

### Hanze
- Hanzei († 410), 18. Tennō von Japan
- Hanžeković, Marijan (1952–2018), kroatischer Jurist, Geschäftsmann und Kunstsammler
- Hanzel, Ľuboš (* 1987), slowakischer Fußballspieler
- Hanzel-Hübner, Mathilde (1884–1970), österreichische Lehrerin und Frauenrechtlerin
- Hanzelka, Jiří (1920–2003), tschechischer Reisebuchautor
- Hänzenberger, Jost (1583–1635), Schweizer Landesstatthalter, Landammann und Tagsatzungsgesandter

### Hanzi
- Hänzi, Brigit (1946–2022), Schweizer Politikerin (FDP) und Rechtsanwältin
- Hänzi, Erich (* 1965), Schweizer Fußballspieler

### Hanzl
- Hanzl, Jiří (1922–2011), tschechischer Eishockeyspieler und -trainer
- Hanzlik, Hella (1912–2005), österreichische Politikerin (SPÖ), Landtagsabgeordnete, Abgeordnete zum Nationalrat, Mitglied des Bundesrates
- Hanzlík, Jaromír (* 1948), tschechischer SchauspielerJaromír Hanzlík (* 1948)

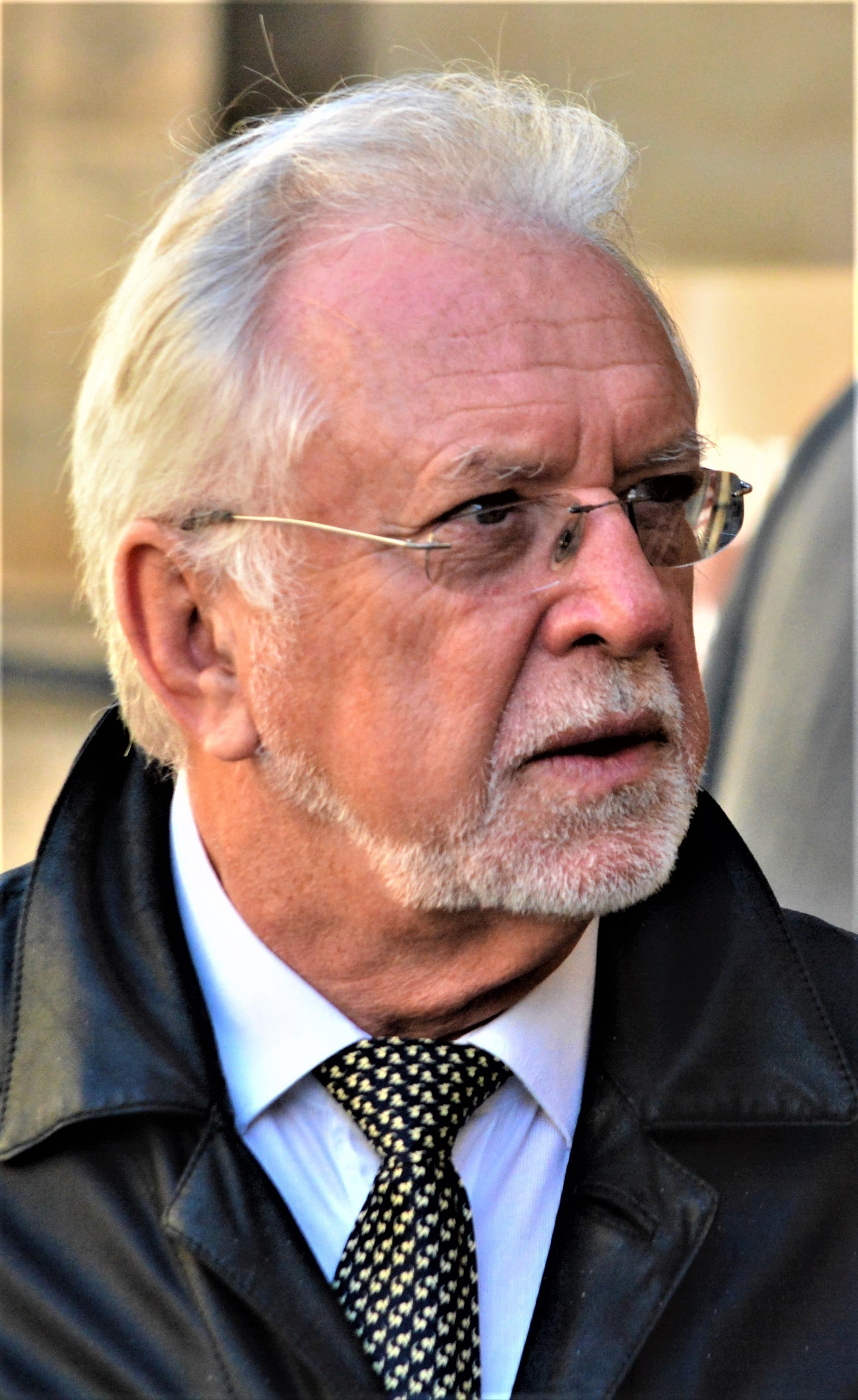
Jaromír Hanzlík (* 1948)

- Hanzlová, Jitka (* 1958), tschechische Fotografin

### Hanzu
- Hanzušová, Ľuba (* 1961), slowakische Badmintonspielerin